# Matt Olson
Matthew Kent Olson (Atlanta, Georgia, 29 de marzo de 1994), más conocido como Matt Olson, es un jugador profesional estadounidense de béisbol que se desempeña en la posición de primera base en Atlanta Braves, equipo de las Grandes Ligas de Béisbol (MLB). Logró obtener dos Guantes de Oro.

## Carrera
Olson jugó como profesional seis temporadas en Oakland Athletics (2016-2021), después pasó a Atlanta Braves, donde lleva jugando tres temporadas.

## Premios
Fue galardonado con el Guante de Oro en dos oportunidades (2018 y 2019).